# جورج إم. دانيال
جورج إم. دانيال (بالإنجليزية: George M. Daniel)‏ هو كاتب أمريكي، ولد في 2 ديسمبر 1978.